# Обергоф (Тюрингія)
Обергоф (нім. Oberhof) — містечко в Німеччині в районі Шмалькальден-Майнінген у Тюрингії, відоме як зимовий курорт і спортивний центр. Щороку Обергоф відвідує в десятки разів більше туристів, ніж у ньому є постійних мешканців.
Площа — 23,47 км2. Населення становить 1592 ос. (станом на 31 грудня 2021).
Обергоф разом з Рупольдінгом є відомим біатлонним центром, де постійно проходять січневі етапи Кубока світу з біатлону, а у 2004 році Обергоф приймав чемпіонат світу з біатлону.
Обергоф був заснований у 1641 і залишався маленьким віддаленим селищем, доки неподалік не була прокладена залізниця з Ерфурта до Рітхенгаузена, і місце відкрили для себе лижники та туристи. 
З початку 20 століття Обергоф став центром зимового спорту: лижного, санного, стрибків із трампліна. В останні роки в містечку були споруджені гірськолижні спуски та біатлонний стадіон міжнародного рівня. Місцева бобслейна-санкова траса багато разів приймала чемпіонати світу й Європи. 
У 1985 році Обергоф отримав статус міста. У серпні 2009 в Обергофі відкрився перший у Німеччині лижний тунель. 
В Обергофі є ботанічний сад гірських рослин. 

## Відомі люди
- Біатлоністи: Сабріна Бухгольц, Андреа Генкель, Арнд Пайффер, Крістоф Штефан
- Бобслеїсти: Кевін Куске, Мартін Путце, Александер Редігер

## Міста побратими
- Віттенберг
- Бад-Нойштадт-ам-дер-Заале
- Ліллегаммер

## Галерея

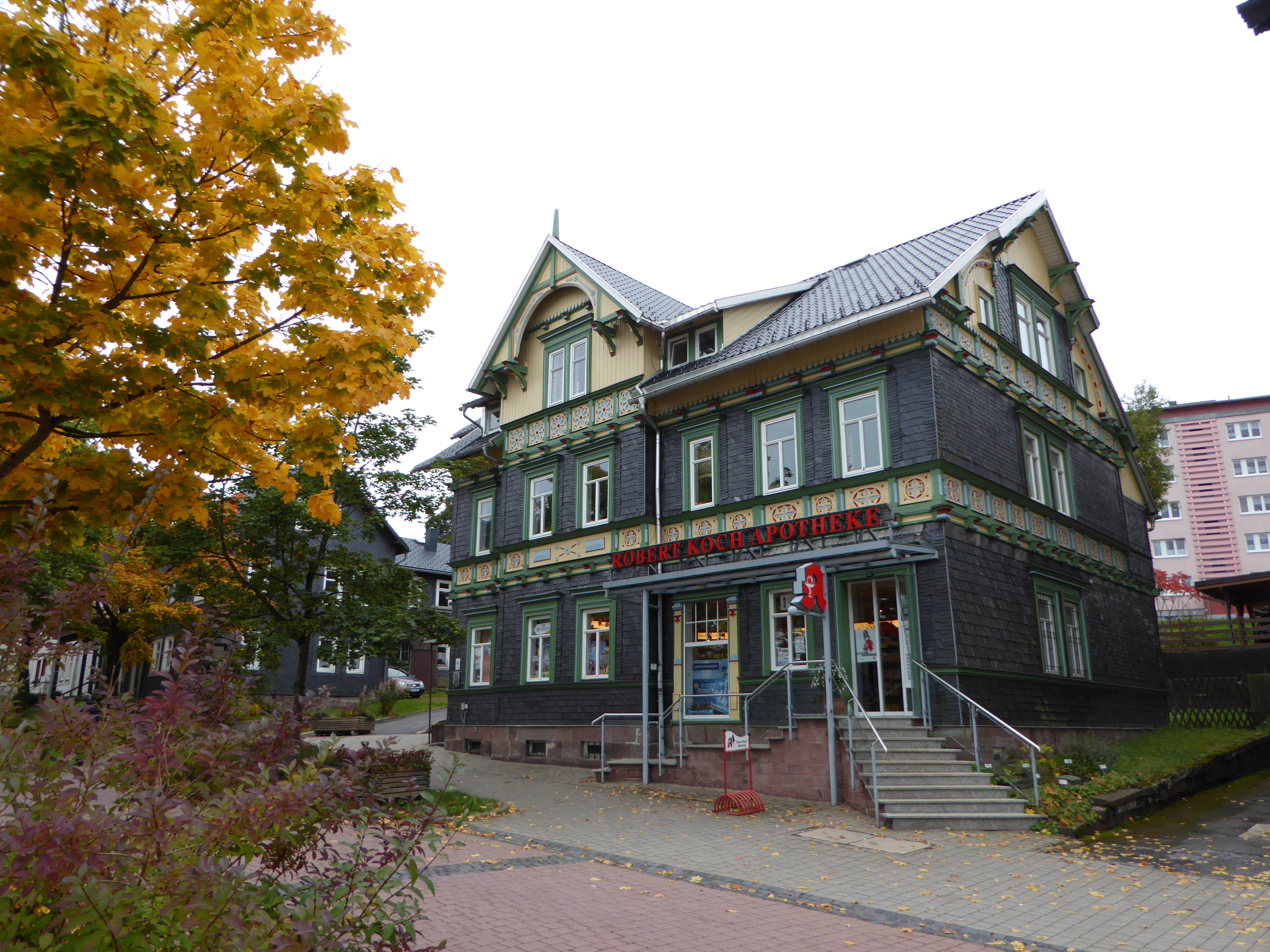
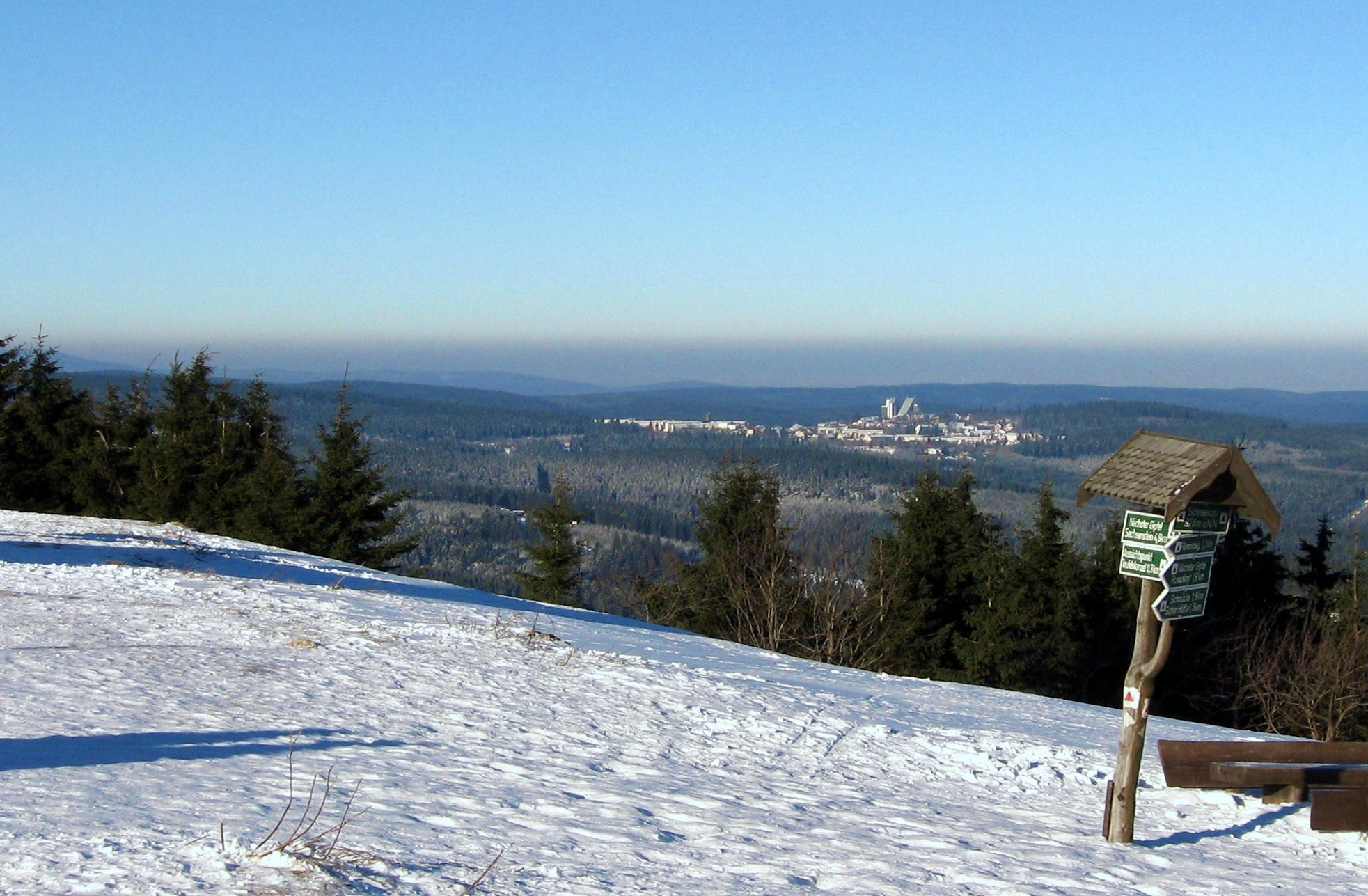
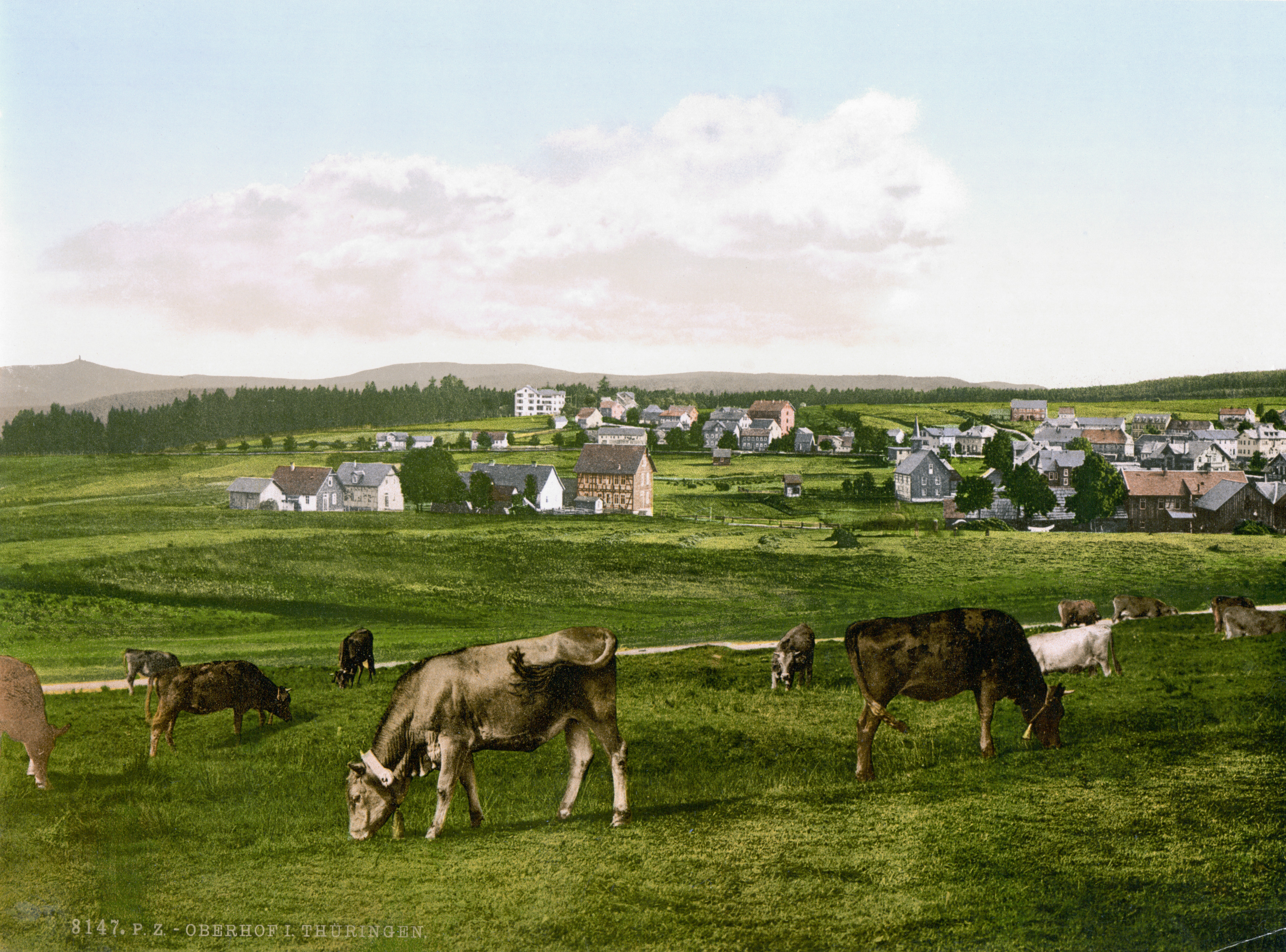
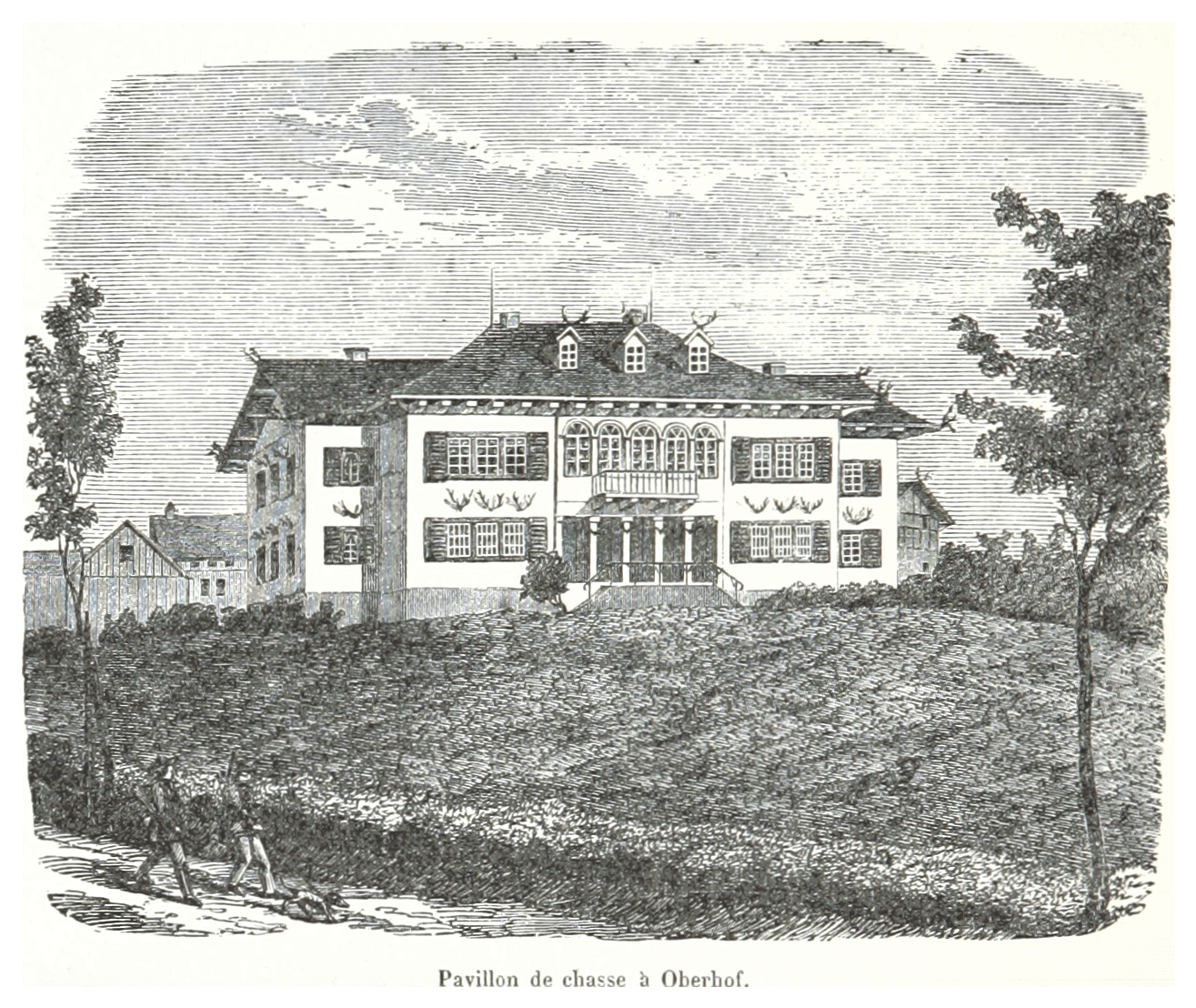
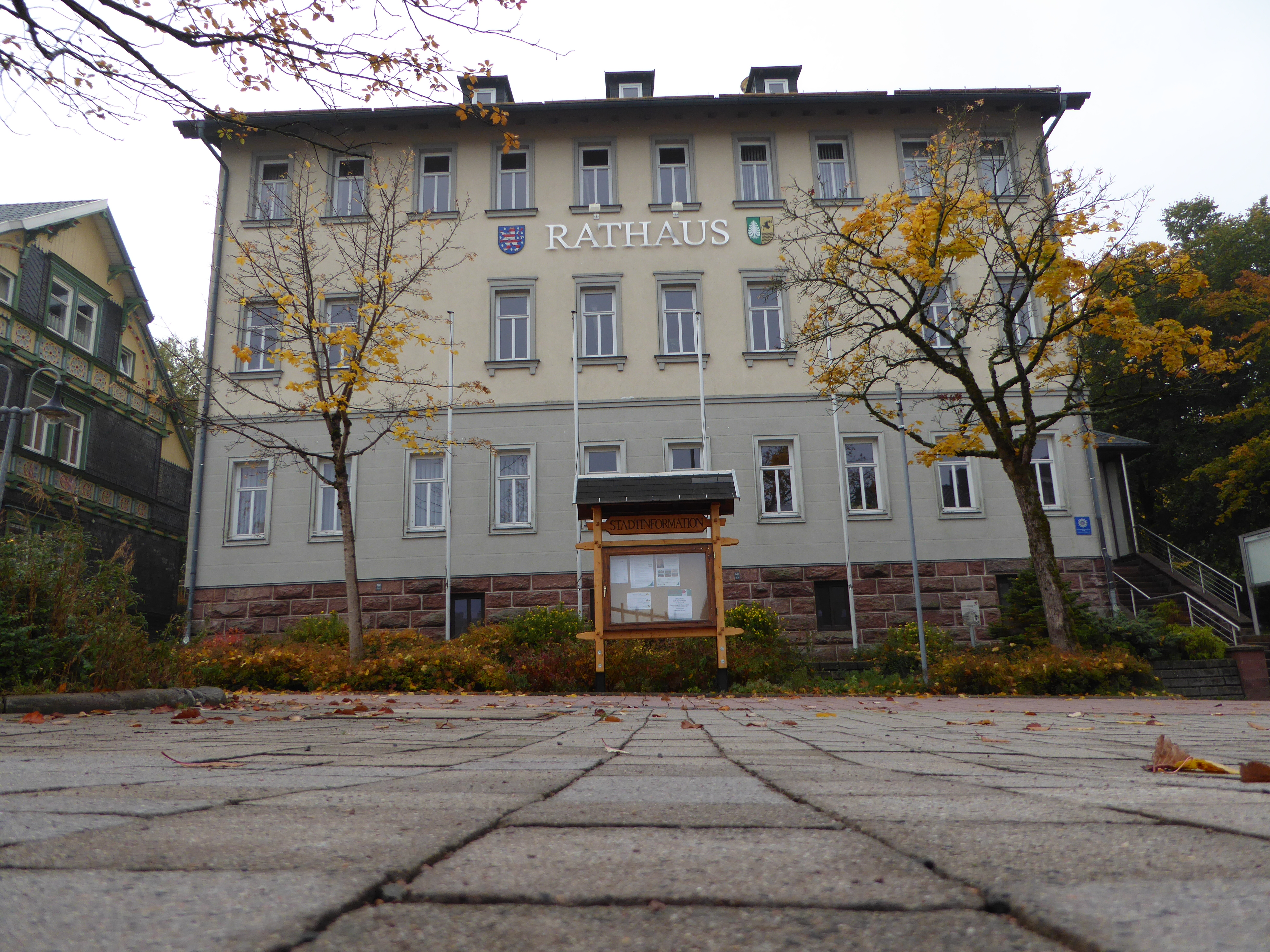
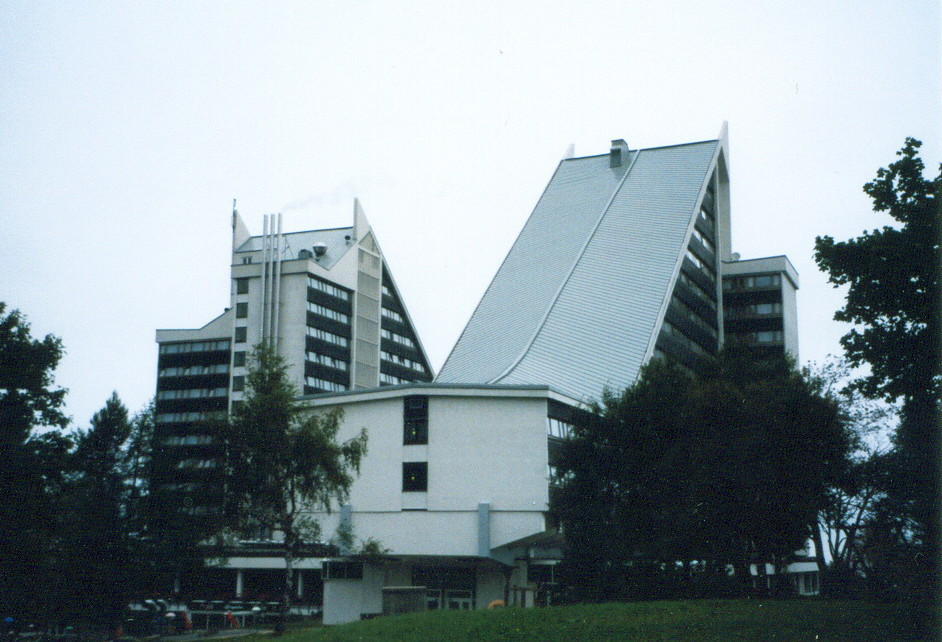